# Політичні партії Греції
Політична система Греції характеризується двопартійністю. Домінантними впродовж останніх десятиліть залишаються партії Нова демократія та  Всегрецький соціалістичний рух (або ПАСОК). Загалом, згідно з чинною Конституцією Греції, на виборах партія має подолати 3%-й бар'єр, щоб бути представленою у Парламенті Греції.
В останнє десятиліття в Греції значно поширились лівацькі погляди. В країні діє більше десятка ліво-радикальних партій, об'єднаних у ΣΥΡΙΖΑ — Коаліція радикальних лівих.
27 червня 2010 року створена нова партія «Демократичні ліві» (грец. Δημοκρατική Αριστερά), яку очолив грецький правник, колишній міністр юстиції Греції Фотіс Кувеліс.
21 листопада 2010 року незалежним членом Грецького парламенту Дорою Бакоянні створена партія Демократичний альянс.

## Партії, представлені у Парламенті Греції
За результатами дострокових парламентських виборів, що відбулись 7 липня 2019 року, найбільшу підтримку здобули партії:
| Назва партії | Назва партії                                                       |               | Ідеологія                 | Місця у Парламенті Греції |
| ------------ | ------------------------------------------------------------------ | ------------- | ------------------------- | ------------------------- |
|              | Нова демократія Νέα Δημοκρατία                                     | НД ΝΔ         | ліберальний консерватизм  | 158                       |
|              | Коаліція радикальних лівих Συνασπισμός της Ριζοσπαστικής Αριστεράς | SYRIZA ΣΥΡΙΖΑ | демократичний соціалізм   | 86                        |
|              | Всегрецький соціалістичний рух Πανελλήνιο Σοσιαλιστικό Κίνημα      | ПАСОК ΠΑΣΟΚ   | соціал-демократія         | 22                        |
|              | Комуністична партія Греції Κομμουνιστικό Κόμμα Ελλάδας             | КПГ ΚΚΕ       | комунізм                  | 15                        |
|              | Грецьке рішення Ελληνική Λύση                                      | ГР ΕΛ         | національний консерватизм | 10                        |
|              | Незалежні греки Ελληνική Λύση                                      | НГ ΑΝΕΛ       | націоналізм               | 8                         |

## Партії, представлені у Європарламенті
За результатами виборів у Європарламент у Греції 2019, що відбулись 26 травня 2019 року, найбільшу підтримку здобули партії:
| Назва партії | Назва партії                                                       |               | Ідеологія                 | Місця у Європарламенті |
| ------------ | ------------------------------------------------------------------ | ------------- | ------------------------- | ---------------------- |
|              | Нова демократія Νέα Δημοκρατία                                     | НД ΝΔ         | ліберальний консерватизм  | 8                      |
|              | Всегрецький соціалістичний рух Πανελλήνιο Σοσιαλιστικό Κίνημα      | ПАСОК ΠΑΣΟΚ   | соціал-демократія         | 8                      |
|              | Комуністична партія Греції Κομμουνιστικό Κόμμα Ελλάδας             | КПГ ΚΚΕ       | комунізм                  | 2                      |
|              | Народний православний заклик Λαϊκός Ορθόδοξος Συναγερμός           | ЛАОС ΛΑΟΣ     | національний консерватизм | 2                      |
|              | Коаліція радикальних лівих Συνασπισμός της Ριζοσπαστικής Αριστεράς | SYRIZA ΣΥΡΙΖΑ | демократичний соціалізм   | 1                      |
|              | Партія зелених Οικολόγοι Πράσινοι                                  | ΟΠ            | зелена політика           | 1                      |

## Малі партії
- Комуністична організація Греції (грец. Κομμουνιστική Οργάνωση Ελλάδας) (ліві комуністи)
- Комуністична організація «Перерозподіл» (грец. Κομμουνιστική Οργάνωση "Ανασύνταξη") (марксистсько-ленінська)
- Комуністична партія Греції (марксистсько-ленінська) (грец. Κομμουνιστικό Κόμμα Ελλάδας (μαρξιστικό-λενινιστικό) - КПГ (мл)) (ліва маоїстська ідеологія)
- Демократичний альянс (грец. Δημοκρατική Συμμαχία) (лібералізм)
- Демократичний громадський рух (грец. Δημοκρατικό Κοινωνικό Κίνημα) — DI.K.KI. (демократичний соціалізм)
- Демократичне відродження (грец. Δημοκρατική Αναγέννηση) (популізм)
- Демократи (грец. Δημοκρατικοί) (центристи)
- Демократичні ліві (грец. Δημοκρατική Αριστερά) (демократичний соціалізм)
- Екологи Греції (грец. Οικολόγοι Ελλάδας) (зелена політика)
- Бойова соціалістична партія Греції (грец. Αγωνιστικό Σοσιαλιστικό Κόμμα Ελλάδας) (соціалізм)
- Незалежні греки (грец. Ανεξάρτητοι Έλληνες) — правиця
- Хрісі Авгі (грец. Χρυσή Αυγή — Золотий світанок) (націонал-соціалістична ідеологія)
- Ліберальний альянс (грец. Φιλελεύθερη Συμμαχία Φ.Σ.) — (лібералізм)
- Марксистсько-ленінська комуністичної партії Греції (грец. Μαρξιστικό - Λενινιστικό Κομμουνιστικό Κόμμα Ελλάδας) — М.-Л. K.K.E (маоїстська, ліва)
- Ліво-радикальний фронт (грец. Μέτωπο Ριζοσπαστικής Αριστεράς) (ліві радикали)
- Соціалістична робітнича партія (грец. Σοσιαλιστικό Εργατικό Κόμμα) — SEK (ліва, революційна ідеологія)
- Союз центристів (грец. Ένωση Κεντρώων) — ЄК (UC) (центристська соціал-демократична ідеологія)
- Союз демократичного центру (грец. Ένωση Δημοκρατικού Κέντρου) — Enosi Dimokratiko Kentrou, E.DI.K. (Ліберально / соціал-демократів)
- Революційна партія робітників (грец. Εργατικό Επαναστατικό Κόμμα) — Ε.Ε.Κ. (троцькізм)
- ASPIDA (грец. Ανεξάρτητη Συσπείρωση Πολιτών Ιδιαίτερου Αυτοπροσδιορισμού ΡΟΜ) — утворена в січні 2006 року, представляє громаду рома у Греції.
- Оновлені ліві демократи (грец. Δημοκρατική Αριστερά) — ліві радикали.